# Aulo Víbio Hábito
Aulo Víbio Hábito (em latim: Aulus Vibius Habitus) foi um senador romano nomeado cônsul sufecto em 8 com Lúcio Aprônio. Era filho de Caio Víbio Póstumo e sua família era originária da cidade de Larino. Caio Víbio Póstumo, cônsul sufecto em 5, era provavelmente seu irmão. Entre 16 e 17, Hábito serviu como procônsul da África. Além disso, nada mais se sabe sobre ele.